# 藍尼·詹姆士
藍尼·麥可·詹姆士（英語：Lennie Michael James，1965年10月11日—），英國男演員、編劇和劇作家。知名於電視劇《陰屍路》（2010年；2013年至2018年）中飾演的摩根·瓊斯，2018年起在其衍生劇《驚嚇陰屍路》中回歸演出該角。2012年在《反腐先鋒》第一季中主演偵緝總督察東尼·蓋茲（DCI Tony Gates）。
詹姆士創作兼主演了天空大西洋台電視劇《上帝救我》，該劇於2018年播出，廣受好評。

## 早期生活
藍尼·詹姆士出生於東米德蘭諾丁漢，非洲裔千里達夫婦的兒子。他住在南倫敦並就讀歐內斯特貝文學院。母親菲利斯·瑪麗·詹姆士（Phyllis Mary James）在他10歲時去世，之後和兄弟凱斯特（Kester）選擇住在兒童之家，而不是被送到美國與親戚住在一起。詹姆士經歷了八年的寄養生活。
詹姆士在青少年時期立志成為職業橄欖球運動員；在跟隨一名心儀的女孩參加戲劇試鏡後被介紹到表演科。1988年從市政廳音樂及戲劇學院畢業。在此，他曾幫助策畫了一場反對學校驅逐另一名學生的計劃，自稱為做過的最勇敢的事情；他在2015年表示：「這有關帶頭作案，並威脅要抵制市長大人的重大活動，即使負責人說這意味著他們會把我趕出去。」他曾經受僱於英國政府的社會保障辦公處。

## 外部連結
- 藍尼·詹姆士在互联网电影资料库（IMDb）上的資料（英文）